# Zlatance
Zlatance (en serbe cyrillique : Златанце) est un village de Serbie situé dans la municipalité de Crna Trava, district de Jablanica. Au recensement de 2011, il comptait 84 habitants.

## Démographie
| 1948 | 1953 | 1961 | 1971 | 1981 | 1991 | 2002 | 2011 |
| ---- | ---- | ---- | ---- | ---- | ---- | ---- | ---- |
| 576  | 522  | 460  | 358  | 245  | 193  | 158  | 84   |

|  |